# Panzerkampfabzeichen

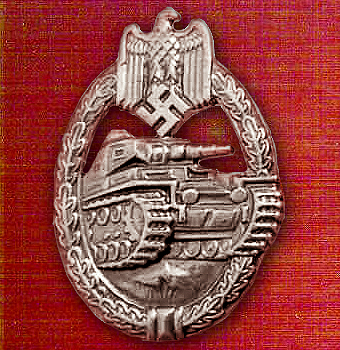
Panzerkampfabzeichen in Zilver

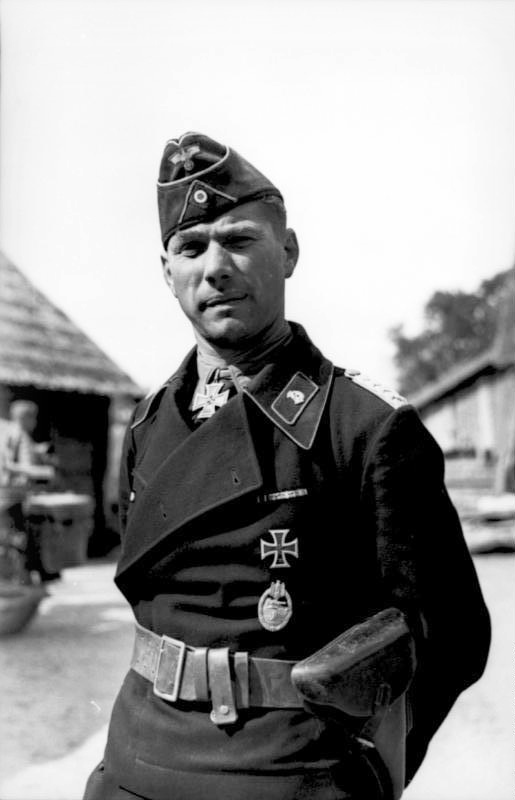
Correcte draagwijze van Major Erich Löwe met Ridderkruis van het IJzeren Kruis en onder het IJzeren Kruis 1e Klasse op de borst zijn Panzerkampfabzeichen

Het Panzerkampfabzeichen was een Duitse militaire onderscheiding. Deze onderscheiding werd tijdens de Tweede Wereldoorlog toegekend aan militairen van de gemotoriseerde en gepantserde Duitse cavalerie en hun steuntroepen.
In 1940 was nog niet alle cavalerie van het Duitse leger met tanks uitgerust. Deze onderscheiding was uitsluitend voor de gemotoriseerde en bepantserde cavalerie-eenheden gedacht.
Deze onderscheiding was op 20 december 1939 door de Opperbevelhebber van de Wehrmacht, kolonel-generaal Walther von Brauchitsch ingesteld. Aanvankelijk met de naam Panzerkampfwagenabzeichen, een jaar later werd het insigne omgedoopt tot Panzerkampfabzeichen.

## Het Panzerkampfabzeichen in Zilver
Het zilveren Panzerkampfwagenabzeichen was de eerste onderscheiding van zijn soort. Later volgden het Infanterie-Sturmabzeichen en het Allgemeines Sturmabzeichen. Het Panzerkampfabzeichen kon worden toegekend aan alle militairen van alle rangen van de gepantserde troepen. Voorwaarde was dat men zich bewezen had door in drie verschillende gevechtsmissies, op drie verschillende dagen als lid van een tankbemanning aan het front te zijn. Men moest actief hebben deelgenomen in de strijd.
Het Panzerkampfabzeichen mocht tot 9 september 1942 alleen door de commandant van een divisie worden toegekend. Daarna mochten ook de bataljonskommandanten de insignes toekennen. De precieze aantallen van de toekenningen zijn niet centraal bijgehouden, maar het gaat om ongeveer 22000 zilveren- en 12500 bronzen Panzerkampfabzeichen.

## Het Panzerkampfabzeichen in Brons
Het bronzen Panzerkampfabzeichen werd pas op 1 juni 1940 von Brauchitsch ingesteld. Het ging om een onderscheiding voor individuele inzet terwijl het zilveren insigne gezamenlijk aan de bemanningen van tanks werd toegekend. De opperbevelhebber wilde de getoonde moed in de vele aanvallen die alle onderdelen van het leger uitvoerden, belonen. Zo kon het bronzen Panzerkampfabzeichen een stimulans zijn voor individuele acties. Het bronzen Panzerkampfabzeichen was dan ook vergelijkbaar met het Infanterie-Sturmabzeichen van de gemotoriseerde infanterie. De bepalingen voor toekenning waren vergelijkbaar met die van het zilveren Panzerkampfabzeichen. Een verschil was dat een soldaat met het wapen in de hand aan drie verschillende aanvallen op de voorste posities van de vijand had moeten deelnemen. 
Bij de toekenning hoorde een diploma en een vermelding in het soldijboek. In eerste instantie wes er maar één Panzerkampfabzeichen, zij het in twee metalen. Toen de oorlog langer duurde was er behoefte aan verschillende graden (Stufen). Deze werden vanaf 22 juni 1943 uitgereikt. Op een vierkante uitsparing onder op de krans stond dan een getal.Bij deze nieuwe modellen werd ook de afgebeelde tank vervangen door een toen moderner type.
Er bestond geen gouden Panzerkampfabzeichen.
- 1e graad zonder getal was het Panzerkampfabzeichen zoals dat al bestond
- 2e graad met het getal 25
- 3e graad met het getal 50
- 4e graad met het getal 75
- 5e graad met het getal 100

Het zilveren Panzerkampfabzeichen was vanaf 22 juni 1943 gereserveerd voor de bemanningen van tanks. Het bronzen Panzerkampfabzeichen werd nu alleen nog maar aan de bemanningen van de gepantserde verkenners uitgereikt.
Andere soldaten van de cavalerie zoals de bemanning van gemotoriseerd geschut (Sturmgeschützeinheiten), lichte tanks de Sturmpanzereinheiten en de antitankgeschutsbemanningen Panzerjägereinheiten ontvingen in het vervolg het Allgemeines Sturmabzeichen.

## Het Panzerkampfabzeichen na de oorlog

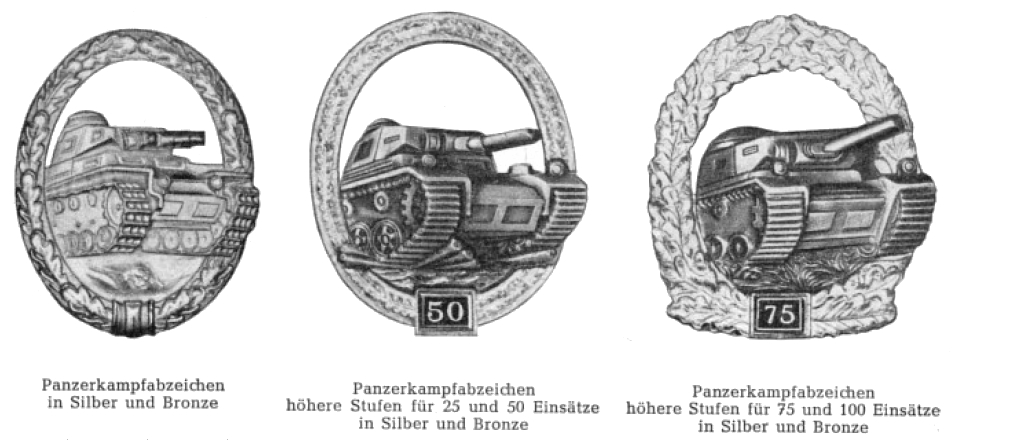
het gedenazificeerde Panzerkampfabzeichen van na 1957

Na de oorlog verboden de geallieerden het dragen van alle Duitse orden en onderscheidingen. In de voormalige DDR is dat verbod steeds van kracht gebleven. In de Bondsrepubliek Duitsland mocht men na 1957 een gedenazificeerd insigne, dus zonder swastika, dragen. Dit Panzerkampfabzeichen mocht ook van een getal, corresponderend met een van de eerder vastgelegde graden, zijn voorzien.
Van dit versiersel zijn veel vervalsingen en kopieën in omloop. De door de firma Wurster gefabriceerde originelen zijn onder druk gevormd uit tombak en vervolgens verzilverd. De details op deze geslagen originelen zijn daarom scherper dan die van veel nagegoten kopieën.